# Давид Конарський
Давид Конарський (пол. Dawid Konarski; нар. 31 серпня 1988) — польський волейболіст, діагональний нападник польського клубу «Скра» (Белхатів) і колишній гравець збірної Польщі. Чемпіон світу 2024 і 2018 років. Один із трьох гравців, які здобули понад 5 000 очок у польській Плюс Лізі.

## Життєпис
Грав у клубах «Делекта» (Бидгощ, 2008—2013), «Ресовія» (Ряшів, 2013—2015), ЗАКСА (Кендзежин-Козьле, 2015—2017), «Зіраат Банкаси» (Стамбул, 2017—2018), «Ястшембський Венґель» (Ястшембе-Здруй, 2018—2020), «Чарні» (Радом, 2020—2021), «Алюрон Варта» (Заверці, 2021—2023).
Зріст — 198 см, маса — 101 кг, висота стрибка в нападі — 355 см.
Є одним із трьох гравців, які здобули понад 5 000 очок у польській Плюс Лізі (інші — Маріуш Влязлий, Якуб Ярош).

### Досягнення
У збірній
- чемпіон світу 2014, 2018,
- призер кількох змагань.

Клубні
- чемпіон Польщі 2015, 2016, 2017,
- володар Кубка Польщі 2017,
- володар Суперкубка Польщі 2014,
- неодноразовий призер польських та міжнародних змагань[3].

Особисті
- найкращий гравець Кубка Польщі[4].